# Ligne de Navibus - Passeur de l'Erdre
Ne doit pas être confondu avec Ligne de Navibus - Erdre.
La ligne de Navibus - Passeur de l'Erdre, plus communément appelée Passeur de l'Erdre ou Passeur Erdre, et désignée comme ligne N3 avec la renumérotation des lignes de Navibus, est une ligne de navette fluviale du réseau de transports en commun de Nantes Métropole exploitée par les Bateaux Nantais dans le cadre d'une convention d'affrètement avec la Semitan.
Lancée en octobre 1995, et inaugurée en 1997, la ligne relie le quartier du Petit-Port et les facultés à l'ouest, près de la ligne 2 du tramway et de l'embouchure du Cens, au quartier de Port-Boyer et au lycée maritime à l'est. C'est la première ligne de transport fluvial française assurée en navette électrique.

## Histoire
La ligne a été lancée en octobre 1995 afin de relier les rives est (le lycée maritime et le quartier du Port-Boyer) et ouest (les facultés et la ligne 2), permettant ainsi d'éviter un détour de plusieurs kilomètres impliquant le franchissement du pont de la Jonelière. Cette première nouvelle ligne de transport fluviale préfigure un service similaire sur la Loire qui sera créée 10 ans plus tard.
Pour assurer cette ligne, un petit bateau monocoque Zélec à propulsion électrique de 6 places (plus 4 vélos) nommé La Mouette est construit par Ruban Bleu. La desserte de la ligne s'effectue à la demande avec une cloche présente au ponton de Port-Boyer. Tous les titres TAN y sont valables et il existait également un tarif spécifique « Navette Erdre » vendu à bord au prix de 3 F : il était valable pour une seule traversée et représentait 75% des voyages. Il est ensuite passé à 0,50 € mais il n'est plus disponible aujourd'hui. 
Cette navette rencontre un grand succès puisque 112 traversées sont effectuées en moyenne par jour (avec une vingtaine de vélos par jour), et jusqu'à 280 traversées quotidiens les week-end ensoleillés. En juin 1996, le premier bilan de cette nouvelle ligne (qui a par ailleurs permis au constructeur Ruban Bleu de corriger des défauts constatés sur La Mouette) est concluant : elle assure le salaire des 2 passeurs (ce qui la rend économiquement viable), La Mouette navigue 7 jours sur 7 et 10 heures par jour sans défaillances, et a parcouru 4000 kilomètres et transporté 25 000 personnes. En janvier 1997, c'est pas moins de 30 000 passagers qui ont emprunté la petite navette depuis son ouverture.

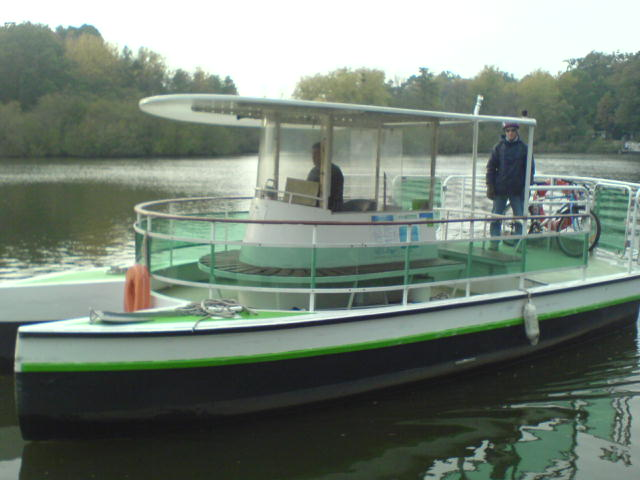
La Mouette deuxième du nom arrivant à Port Boyer en 2007.

Mais La Mouette première du nom n'arrivait plus à suivre l'augmentation constante de la fréquentation (en raison de sa capacité devenue insuffisante et sa difficulté d'embarquement) et il a donc été décidé d'acquérir un nouveau bateau pour la remplacer. Mis en service en septembre 1998, La Mouette deuxième du nom est un petit catamaran à propulsion électrique, modèle « Voguélec », également construit par Ruban Bleu qui dispose d'une capacité supérieure par rapport à l'ancien bateau (de 12 à 15 passagers plus 5 vélos) et d'un accès à hauteur des pontons. En cas d'indisponibilité de La Mouette, un bateau de réserve, le Passe Partout, prend alors le relai pour assurer la ligne.
En 2005, la ligne totalise 620 000 voyages depuis sa mise en service en 1995. En 2009, ce chiffre passe à 650 000 voyages.
Après plus de 20 ans de service, La Mouette montre elle aussi des signes de fatigue. L'ADEME ressort donc de l'eau en 2012 un projet de Navibus à Hydrogène alimenté en électricité par deux piles à combustible consommant seulement de l’hydrogène et de l’oxygène. C'est donc en 2015 que début le chantier de construction du catamaran Jules Verne 2 aux chantiers Navalu à Bouin. Ce nouveau bateau est inauguré et mis en service sur la ligne le vendredi 30 août 2019, après une phase de tests avec voyageurs qui a été lancée le 23 avril 2018. La Mouette deviens alors la réserve du Passeur Erdre en cas de panne du Jules Verne 2, comme l'était le Passe Partout à l'époque.

## Liste des stations

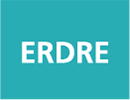
Ancien logo de la ligne avant la renumérotation des lignes de Navibus.

La ligne N3 dessert deux stations constituant ses deux terminus. Le trajet de 0,160 km est effectué en 3 minutes environ.
|   |  |  | Station               | Lat/Long                    | Communes | Correspondances Tan |
| - |  |  | --------------------- | --------------------------- | -------- | ------------------- |
| o |  |  | Petit Port ─ Facultés | 47° 14′ 35″ N, 1° 32′ 51″ O | Nantes   | 2 C20 80 E5         |
| o |  |  | Port Boyer            | 47° 14′ 31″ N, 1° 32′ 46″ O | Nantes   | 23                  |

## Exploitation

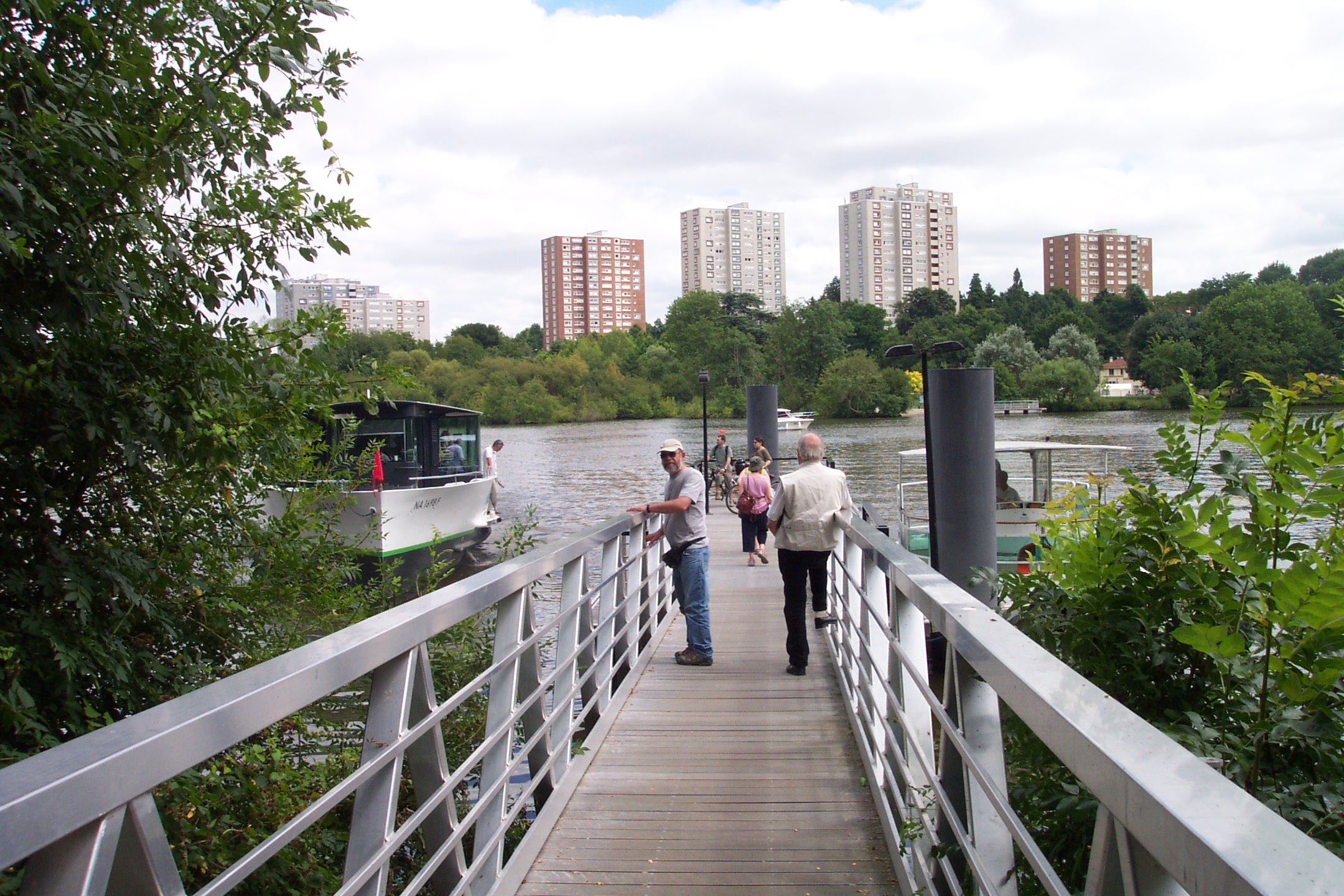
La Mouette à Petit Port, avec à gauche le Jules Verne sur la ligne Navibus Erdre.

La ligne était exploitée à son lancement par la société Ruban Vert, filiale du constructeur de bateaux électriques Ruban Bleu dans le cadre d'une convention d'affrètement avec la Semitan, avant d'être reprise par l’armement fluvial Bateaux Nantais. Les bateaux en circulation, le Jules Verne 2 et La Mouette pour la réserve, sont stockés à côté du point de départ des croisières sur l'Erdre des Bateaux Nantais, juste en dessous du pont Général-de-la-Motte-Rouge.

### Amplitude horaire et fonctionnement
Le passeur de l'Erdre fonctionne de 7 h 30 à 12 h 30 et de 13 h 30 à 19 h 15 en jours bleus et verts, de 8 h 30 à 12 h 30 et de 13 h 30 à 19 h 30 en jour jaune, de 10 h 0 à 12 h 0 et de 14 h 0 à 19 h 30 en jour violet, et de 14 h 0 à 18 h 45 en jour blanc.
La ligne est exploitée « à la demande » : le bateau en circulation se met en position d'attente au ponton du Petit-Port, et les passagers désirant prendre la navette du côté de Port-Boyer doivent sonner une cloche présente sur le ponton afin de prévenir le pilote.

### Incidents techniques
À la suite du renvoi du Jules Verne 2 en 2020 aux chantiers Navalu de Bouin afin d'effectuer un grand contrôle technique sur celui-ci, La Mouette a pris difficilement le relai sur cette période. En effet, de nombreux problèmes techniques sont constatés sur ce bateau vingtenaire, et la ligne est plusieurs fois interrompue sur une période plus ou moins longue faute de bateaux pouvant assurer le service.

## Projets
Depuis 2018 est expérimenté sur l'Erdre une navette reliant la Grimaudière (à La Chapelle-sur-Erdre) à Gachet (près du parc de la Chantrerie),. L'idée est lancée en 2010 par plusieurs collectifs d'entreprises et d'écoles supérieures situées à la Chantrerie ou à La Chapelle, d'associations environnementales et de collectivités (Conseil départemental de Loire-Atlantique, ville de La Chapelle-sur-Erdre, ville de Carquefou). Regroupées en un collectif appelé « Franchir l'Erdre », leur but est de créer une alternative au franchissement de l'Erdre par 2 ponts distants de 13 km l'un l'autre, et ainsi d'éviter un grand détour aux usagers. Cette idée de franchissement a été soumise au conseil municipal de La Chapelle-sur-Erdre en mars 2018 par le maire de La Chapelle, car il s’inscrit notamment dans les propositions autour du plan de déplacements urbains. Il était au départ envisagé de créer une passerelle entre les deux rives, mais en raison du coût de construction dans ce site classé, c'est finalement une liaison fluviale qui a été proposée.
La première expérimentation a donc lieu du lundi 4 au samedi 9 juin 2018 entre les pontons de Gachet et de la Grimaudière avec 2 bateaux de 12 places. Le service a fonctionné de 7h15 à 8h45 le matin et de 16h30 à 18h30 le soir, avec une fréquence de 15 minutes. Malgré une communication jugée insuffisante pour cette première expérimentation et un temps peu propice, 85 personnes ont participé à l'expérimentation, ce qui représente 265 traversées. Les entreprises et établissements partenaires ont apporté 90 % du budget total (soit 5000 €), et le reste provient des participations aux traversées (1,5 € par passage).

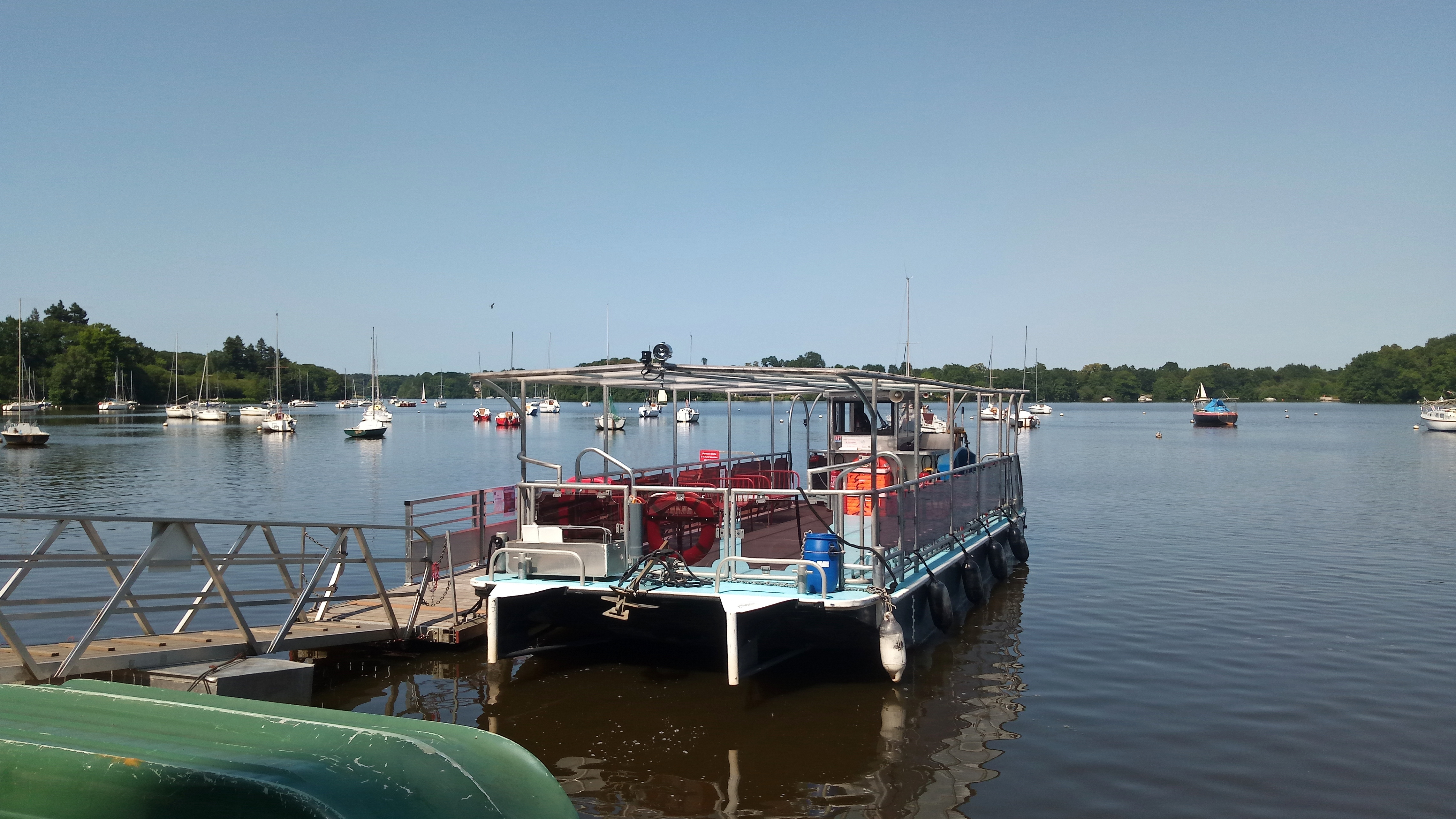
Le Passe Partout effectuant l'expérimentation de juin 2020.

L'expérimentation est renouvelée du lundi 3 juin au dimanche 30 juin 2019, avec cette fois-ci le Jules Verne 2 et le Passe Partout prêtés pour l'occasion,, ainsi que du lundi 8 au dimanche 28 juin 2020 avec uniquement le Passe Partout. Lors de ces expérimentations, la participation financière était libre (aucun tarif n'était imposé). L'expérimentation de 2019 avait comptabilisé 1 028 passagers et 515 vélos du lundi au vendredi (sur quatre semaines), et celle de 2020 avait comptabilisé 943 passagers et 310 vélos du lundi au vendredi (sur trois semaines). Les dimanches et jours fériés, la ligne a transporté plus de 1300 passagers en 2019 et 2020, ainsi que 200 vélos environ. Le budget pour la mise en place de ces expérimentations était d'environ 15 000 €.
À la fin de l’expérimentation 2020, le collectif « Franchir l'Erdre » a indiqué qu'il n'organiserait plus les expérimentations sur l'Erdre et demandait à Nantes Métropole de prendre le relai afin de continuer à faire vivre cette liaison.
Lors du conseil municipal du 9 avril 2021, Nantes Métropole annonce la mise en place d'une expérimentation de cette navette du 13 septembre au 31 octobre 2021, avec comme objectif d'arriver à 160 montées par jour en moyenne. Cette navette fonctionnera en semaine en heure de pointe (de 7 h 30 à 9 h 0 et de 16 h 30 à 18 h 45) avec une fréquence de 20 minutes, et le dimanche de 15 h 0 à 19 h 0 avec une fréquence de 20 minutes à la demande,. Cette expérimentation est remise en place du 12 septembre au 30 octobre 2022, et fonctionnera du lundi au vendredi de 7 h 30 à 9 h 0 et de 16 h 30 à 18 h 45 et le dimanche de 15 h 0 à 19 h 0 (avec une fréquence de 20 minutes).